# 1912年大西洋飓风季
1912年大西洋飓风季是有可靠纪录以来第一个在11月形成大型飓风的大西洋飓风季，即有风暴达到现代萨菲尔-辛普森飓风等级下的三级飓风标准。全季共包含11个热带气旋，其中七个成为热带风暴，四个增强成飓风，一个达到大型飓风标准。第一个热带气旋于4月4日发展成型，最后一场风暴在11月21日消散。本季以人称牙买加飓风的最后一场风暴强度最高，造成的破坏也最严重。气旋在牙买加降下暴雨，至少造成100人死亡，损失数额约为150万美元。此外，风暴还在古巴夺走五条人命。
第四和第六号飓风也造成较大影响，其中第四号飓风在美国墨西哥湾部分沿岸地区产生大浪和强烈的风暴潮，对局部地区构成重大破坏，并以阿拉巴马州的莫比尔和佛罗里达州的彭萨科拉情况严重，经济损失约为3.9万美元，另有一人在驳船倾覆后遇难。第六号飓风令墨西哥东北部和德克萨斯州南部近海波涛汹涌并降下暴雨，在内陆引发洪灾。风暴导致15人丧生，损失数额约为2.8万美元。全季所有气旋一共导致至少122人死亡，损失总额接近160万美元。
这年飓风季的活跃程度还经累积气旋能量指数反映出来，数值为57。大致来说，气旋能量指数通过飓风强度和持续时间计算，强度越高、持续时间越长的风暴，其指数也相应越高。

## 风暴

### 第一号热带风暴
6月7日，墨西哥湾多艘船只在路易斯安那州普拉克明堂区艾德兹港（Port Eads）东南方向约160公里海域发现带有闭合环流的低气压区。系统起初缓慢向东南移动，于6月8日晚转向西南偏西。接下来气旋略有增强，于6月11日转朝西北前进。协调世界时次日中午12点左右，有船只测得995毫巴（百帕，29.4英寸汞柱）气压，这也是正式纪录中本场风暴的最低气压值，气象机构据此估计气旋的最大持续风速为每小时110公里。6月13日清晨，风暴蜿蜒向东北移动，于早上五点左右从路易斯安那州富兰克林附近登陆。气旋缓慢减弱，但在从北卡罗莱纳州外滩群岛进入大西洋时仍有热带风暴强度。到了6月16日中午12点，风暴已弱化成热带低气压。约24小时后，气旋在百慕大以北约240公里洋面消散。
路易斯安那州降下暴雨，导致部分内陆地区被淹。乔治亚州和南卡罗莱纳州的降水致使河流水位涨至或接近洪水水位，奇罗因此向皮迪河（Pee Dee River）沿线发布洪灾警报。当地河水浪头高达8.4米，超出洪水水位0.15米。北卡罗莱纳州东部部分地区出现大风，并以费耶特维尔情况突出，报导称当地遭遇“强烈的局部风暴”。

### 第二号热带风暴
7月12日，有船只在巴哈马圣萨尔瓦多岛东北偏北约105公里海域发现热带气旋。风暴起初向西北移动并缓慢增强，于7月14日转向西北偏西。当晚，有船只测得1011毫巴（百帕，29.9英寸汞柱）气压，这也是正式纪录中气旋的最低气压。萨凡纳的观测数据表明风暴于7月15日中午12点左右达到风力时速85公里的最高强度。约三小时后，气旋从乔治亚州麦金托什县达里恩（Darien）附近登陆。风暴在陆地上空缓慢减弱，到7月16日中午12点已弱化成热带低气压，约24小时后便在密西西比州上空消散。
气旋登陆前，佛罗里达州杰克逊维尔至南卡罗莱纳州查尔斯顿收到东北风暴警告。乔治亚州查塔姆县的泰碧岛（Tybee Island）出现强风和高涨的海潮。萨凡纳测得每小时79公里的大风。整场风暴造成的破坏很小。

### 第三号热带风暴
9月2日清晨，马里兰州大洋城东南偏东约230公里海域形成热带低气压。气旋朝南飘移，于当天达到热带风暴强度。9月3日，多艘船只的观测数据表明风暴达到持续风速每小时85公里、最低气压1007毫巴（百帕，29.7英寸汞柱）的最高强度。接下来气旋开始向西南前进，移动速度有所提升。9月5日晚，风暴减弱成热带低气压并转向西南偏西。9月6日早上6点刚过，气旋以风力时速55公里强度从乔治亚州利柏提县的米德韦（Midway）附近登陆。约12小时后，热带低气压在乔治亚州西南部上空消散。地面以南卡罗莱纳州查尔斯顿所测风速最高，为每小时60公里。

### 第四号飓风
9月10日，东北墨西哥湾的低压槽在佛罗里达州锡达礁西南偏西约100公里洋面发展出热带低气压。不久后，气旋增强成热带风暴。气旋总体向西移动，于9月12日清晨达到现代萨菲尔-辛普森飓风等级下的一级飓风标准。船只观测数据表明风暴于9月13日凌晨0点达到风力时速150公里的最高强度。与此同时，飓风开始蜿蜒向西北移动，在逼近美国墨西哥湾沿岸地区期间减弱。9月14日早上8点，气旋以风力时速120公里强度从密西西比州帕斯卡古拉附近登陆。登陆点附近测得986毫巴（百帕，29.1英寸汞柱）气压，这也是风暴已知的最低气压。飓风迅速减弱，登陆仅四小时后就弱化成热带风暴，再于9月15日清晨进一步减弱成热带低气压，最终在田纳西州上空消散。
飓风的前身在佛罗里达州坦帕降下暴雨，9月7至10日的降雨总量达335毫米。数以百计的民房和大片农田被淹，许多街道受到冲蚀，公共交通和通讯遭到扰乱。彭萨科拉的海潮异常高涨，导致重大破坏，多个码头和存放渔业设施的小型建筑被水冲走。约有20艘驳船搁浅，木材在海滩四处散落。因有木材倒在铁路桥上，路易斯维尔和纳什维尔铁路的运输短暂中断。大风造成的破坏程度相对较轻，圣罗莎岛（Santa Rosa Island）一座舞馆和一家酒店的部分屋顶被风刮落。彭萨科拉遭受的损失总额约为2.5万美元。阿拉巴马州的莫比尔灾情较为严重，莫比尔湾和莫比尔河部分船只倾覆，其中包括一艘价值2000美元的驳船，守船人溺毙。大风还将一座教堂摧毁，除此以外只有部分街道上的标志牌及围栏倒塌。整场飓风一共导致价值3.9万美元的破坏。

### 第五号飓风
一股冷锋于9月下旬进入墨西哥湾，到10月3日已发展出低气压区。低气压起初属温带气旋，向东北偏东移动并于10月4日穿越佛罗里达州。10月5日清晨进入大西洋后，低气压区开始强化，风速很快就达到热带风暴标准。10月6日凌晨0点左右，系统在北卡罗莱纳州恐怖角东南方向约420公里海域转变成热带气旋，并在约六小时后强化成飓风。有船只当晚测得996毫巴（百帕，29.4英寸汞柱）气压，这也是有效纪录中风暴的最低气压，据此判断气旋的最大持续风速应为每小时150公里。飓风接下来的移动路线形成小规模环路，一直持续到10月8日清晨为止。然后风暴朝东移动，于10月9日清晨0点左右弱化成热带风暴，再于约24小时后进一步减弱成热带低气压。10月10日下午18点，气旋在百慕大东北方向约450公里洋面消散。
虽然成为热带气旋后风暴一直远离陆地，但北卡罗莱纳州哈特拉斯角（Cape Hatteras）依然测得时速74公里的大风。

### 第六号飓风
据多艘船只的观测纪录显示，10月11日开曼群岛东南海域存在热带风暴。气旋向西北偏西移动并稳步增强，风速提升至每小时110公里后于10月13日清晨从金塔纳罗奥州坎昆附近登陆。风暴在陆地上空略有减弱，然后进入尤卡坦半岛北侧的墨西哥湾近海，于当天开始重新增强。到了10月14日中午12点，气旋已强化成一级飓风，并在约24小时后达到二级飓风标准。10月16日晚，气旋以风力时速155公里强度从德克萨斯州科珀斯克里斯蒂和威拉西县曼斯菲尔德港（Port Mansfield）之间的中帕德里岛登陆，这项风速数值是根据1.8米高的风暴潮估算得出，再用估算出的风速值推断出970毫巴（百帕，29英寸汞柱）的最低气压。风暴很快就于10月17日清晨减弱成招风暴，数小时后又进一步弱化成热带低气压，最低于10月18日清晨消散。
载有27人的墨西哥汽船“尼加拉瓜号”（SS Nicaragua）在帕德雷岛近海倾覆，包括船长在内的13人获阿兰萨斯港（Port Aransas）的美国救生服务站救援，其他船员不知所踪。风暴潮和异常高涨的潮水令沿海地区受到严重破坏。布拉索斯岛（Brazos Island）和帕德雷岛被淹，数小时后才露出水面，多幢建筑被水冲走。狂风和大浪对布朗斯维尔与伊莎贝尔港（Port Isabel）构成相当严重的破坏。布朗斯维尔部分风车、树木和质量欠佳的建筑受到一定程度破坏。布朗斯维尔和雷蒙德维尔（Raymondville）在10月17日分别降下161和120毫米雨量，创下单日降雨量的新纪录。潮水只用不到四小时就涨到1.8米高，导致许多建筑被毁，多艘船只沉没。风暴共夺走15人人命，损失数额超过2.8万美元。

### 第七号飓风
11月11日早上6点，西南加勒比海的低气压区已发展成热带风暴。气旋起初缓慢向西北移动，之后又蜿蜒向东北偏北前进，船只观测报告表明风暴于11月13日晚增强成飓风。接下来气旋继续缓慢强化，但转向东北移动后增强速度加快。11月17日清晨，风暴达到最大持续风速每小时185公里的最高强度，再继续向东北偏北移动，于11月18日中午12点左右从牙买加内格里尔附近登陆。南内格里尔角（South Negril Point）测得965毫巴（百帕，28.5英寸汞柱）气压值，这也是文献记载中本场风暴的最低气压。飓风登陆后迅速减弱，并且回到加勒比海后仍在继续快速弱化。11月20日，气旋在古巴以南洋面减弱成热带风暴，接下来向西穿越加勒比海，最终于11月22日在大开曼西南方向约185公里洋面逐渐消散。
牙买加降下暴雨，该岛北部和东部多座桥梁严重受损。飓风产生的狂风将约四分之一的香蕉树摧毁，多地电报线路中断，铁轨也受到狂风暴雨的沉重打击。岛屿周边海域波涛汹涌，滨海萨凡纳几乎被完全摧毁，有42人丧生。牙买加西部约有100幢民宅被毁，5000套建筑受损或毁于一旦。整个牙买加约有100人遇难，损失数额约150万美元。此外，气旋还在古巴关塔那摩湾区域引发大面积洪灾，共夺走五条人命。

### 其他风暴
除上述七个气旋达到热带风暴强度外，本季还形成另外四个热带低气压。其中第一个于4月4日经亚速尔群岛西南方向较远处洋面的温带气旋形成，然后向西南移动，于4月6日被锋面天气系统吸收。9月25日，又有另一个热带低气压在百慕大和亚速尔群岛间的中途附近海域经温带气旋形成，但又在9月27日失去热带天气系统特征。10月17日，百慕大东南方向形成热带低气压。气旋总体向西北移动，到10月21日已转变成温带气旋。11月7日，加那利群岛西侧的温带气旋发展出热带低气压。气旋总体向西移动，最终于11月11日被锋面天气系统吸收。